# Monopol
Monopol je obvykle chápán jako jedna z forem nedokonalé konkurence, kdy existuje jen jedna firma na straně nabídky. Může ale také jít o obecné privilegium, výhradní možnost rozhodovat. Monopol lze definovat i tak, že není možný vstup nových firem do odvětví (vylobované zákony, regulace).
V rozšířeném chápaní lze aplikovat na mnohem větší celky než firmy, a to na státy. Privilegium státu je totiž na daném uzemním celku vybírat daně.
|          | jeden    | dva     | několik   |
| -------- | -------- | ------- | --------- |
| prodejci | monopol  | duopol  | oligopol  |
| kupující | monopson | duopson | oligopson |

## Charakteristika
Monopol má alespoň jednu ze čtyř následujících charakteristik:
- Stanovuje ceny – rozhoduje o ceně zboží nebo produktu, který má být prodán, firma určí množství zboží a deklaruje cenu za něj
- Vysoké vstupní bariéry – ostatní prodávající mohou velmi obtížně vstoupit na trh nebo vůbec nemohou
- Jeden prodávající – nastává v situaci, kdy se firma a její výstupy prakticky rovnají celému odvětví
- Cenová diskriminace – monopolista může změnit cenu i kvantitu zboží, prodávají větší množství za nižší cenu na velmi elastickém trhu nebo menší množství za větší cenu na neelastickém trhu

## Výsada
V obecném smyslu monopol znamená výsadu či privilegium. Tím lze rozumět:
- výhradní možnost / moc rozhodovat a jednat, nebo
- výhradní právo (oprávněnost, uznanou legitimitu) rozhodovat.

Každé uplatnění (užití) monopolu předpokládá, že monopolista má reálně jako jediný možnost / moc v dané věci rozhodnout a jednat. Má-li současně výhradní právo rozhodnout, uplatňuje tzv. přirozený monopol.
Příkladem monopolu může být vlastnictví: Vlastník má monopol na svůj majetek, tzn. jako jediný má moc o něm rozhodovat a nakládat s ním. Pokud je mu současně jako jedinému uznáno právo / oprávněnost o majetku rozhodovat, tzn. jeho vlastnictví je pokládáno za legitimní (není neoprávněné, např. kradené), tak jde o přirozený monopol.
Existence monopolů je důsledkem vzácnosti, uplatňujeme je v nějaké formě všichni, už třeba tím, že jako jediní máme moc ovládát vlastní tělo. Monopol, jehož oprávněnost není uznána (tzn. není přirozeným monopolem), lze uplatnit donucením silou (útokem / hrozbou útoku). Například násilnou likvidací / potlačováním konkurence na trhu.
Důsledek vzácnosti se například dobře ukazuje na planetě Zemi a jejím omezeném prostoru, myšleno geografickém území. Vznikly tak státy, které mají násilný monopol na daném území, vybírají (pod hrozbou útoku) daně které musí všichni na daném území platit. Státy v míru, které se navzájem uznávají jsou přirozenými monopoly.

## Teorie nedokonalé konkurence
Monopol je jedna z forem nedokonalé konkurence, při které na straně nabídky existuje pouze jedna nabízející firma. Další formy nedokonalé konkurence pak jsou oligopol (duopol jako speciální případ) a monopolistická konkurence.
Hlavními teoretiky nedokonalé konkurence byli Angličan Eduard Hastings Chamberlin (1899–1967) s prací The Theory of Monopolistic Competition (1933) a Angličanka Joan Violet Robinson (1903–1983) s prací Economist of Imperfect Competition (1933). Oba přitom stvořili tuto teorii nezávisle na sobě.
Vstup jiných firem na daný trh je omezen bariérami, které se stávají zdrojem monopolní síly:
- Průměrné náklady určité firmy dosahují minima při větším výstupu než požaduje poptávka. Pokud tržní poptávku může uspokojit svojí produkcí jedna firma s nižšími průměrnými náklady, než kdyby bylo v odvětví více firem, jedná se o přirozený monopol.
- Jediná firma kontroluje zdroje nezbytné pro výrobu. Tento stav je označován jako monopol z vlastnictví jedinečného výrobního faktoru.

## Státní monopol

### Státem zavedený monopol
- Stát udělí jediné firmě výsadní právo produkovat daný statek.
- Stát si nárokuje poskytovat službu jako jediný poskytovatel, využívá k tomu peněz vybraných na daních
- Existují právní restrikce v podobě patentů, autorských práv, licencí, koncesí, atd.

Státy, resp. úředníci či politici, často dají vzniknout i státnímu monopolu (govopol), tedy takové činnosti či dokonce podnikání, které nejen že provozuje stát jako jediný, navíc v tom skrze vytváření různých pravidel a zákonů brání ostatním. Obecně lze říci, že stát si může narokovat poskytování téměř jakékoli myslitelné služby či výrobu čehokoli, určí sám sebe jako poskytovatele a zakáže nebo silně zreguluje daný trh.
Efektivita 100% poskytovaní služeb či výroby státu už byla komunismem vyzkoušena a skončilo to neslavně, opačný extrém tedy 100% poskytování služeb a výroby trhem (anarchokapitalismus) vyzkoušeno nebylo. Představa obou extrémů se ovšem majoritě populace příčí, proto jsme nejspíše odsouzeni ke kompromisům ve fungování uspořádání veškerých lidských potřeb a činností. Teoretickými ekonomy bylo mnohokrát prokázáno, že efektivita služeb a výroby skrze volnotržní systém cen a konkurence je výrazně vyšší v porovnání se státem řízeným a regulovaným trhem.
Příklady současných státních monopolů na služby či výrobky:
- tisk a emise peněz (za realizaci nápadu vydat soukromé peníze státy zavírají do vězení)
- armáda (k ochraně nebo dobytí svého monopolního územního statusu)
- bezpečnost (státní policie má výhradní právo poskytovat službu bezpečnosti v mnoha oblastech potírání kriminální činnosti, soukromé agentury mají velmi omezené pole působnosti)
- spravedlnost (právo je předem stanoveno zákony státu, soudce si nemohou lidé domlouvat a vybírat ve vzájemných smlouvách atd..)
- systém vzdělávání (pravidla provozu všech škol jsou vnucována ministerstvem školství, je povinná školní docházka, povinné hodnocení žáků atd...)
- zdravotnictví v ČR (platba zdravotního "pojištění" je povinná pro všechny, nemůžete se rozhodnout neplatit vůbec či platit si více za lepší služby)
- síť hasičů v ČR (provoz hasičských stanic je financován obecní kasou, trh vůbec nemá šanci najít efektivní rozmístění stanic)
- samotná stavba silnic a železnic (provoz a výstavba silnic by byl lukrativní bysnys, lidé potřebují jezdit)
- státní podnik, státní organizace, národní podnik:
  - pošta, Česká pošta
  - železnice, Správa železnic, celostátní dráha,

## Nástroje regulace monopolu
Ve většině zemí světa jsou monopoly nějakým způsobem regulovány ze strany státu. Impuls pro jakýkoli regulační zásah proti konkrétnímu monopolu nebývá brána samotná existence monopolu, ale tzv. zneužití monopolního postavení. Nástroje regulace monopolu jsou:
- zvýšení zdanění monopolu
- cenová regulace
- státní vlastnictví (znárodnění monopolu)
- antitrustové zákony
- ekonomická regulace

## Síla monopolu
Neefektivnost monopolu spočívá v tom, že ve svém optimu vyrábí menší množství zboží, které prodá za vyšší cenu, než odpovídá efektivnímu stavu. Sílu monopolu lze vyjádřit pomocí Lernerova indexu (L):
{\displaystyle L={\frac {(P-MC)}{P}}},
kde {\displaystyle P} je cena a {\displaystyle MC} jsou mezní náklady.
Lernerův index může nabývat hodnot od 0 do 1, přičemž vyšší hodnoty značí vyšší tržní sílu. Pokud {\displaystyle L=0}, jedná se o stav odpovídající dokonalé konkurenci ({\displaystyle MC=P}).